# Festival kršćanskog kazališta
Festival kršćanskoga kazališta je hrvatski kazališni festival s predznakom kršćanstva. Prvi se je održao od 30. svibnja do 5. lipnja 2015. godine. Održao se je u Zagrebu, izvan konvencionalne kazališne zgrade, kod franjevaca u crkvi sv. Antuna na Svetome Duhu. Festival organiziraju Hrvatska provincija sv. Jeronima franjevaca konventualaca i katolički glasnik Veritas - Glasnik sv. Antuna Padovanskoga. Voditelj festivala je fra Ivan Marija Lotar, a izbornica Sanja Nikčević.
Naziv kršćansko kazalište u imenu festivala ne znače samo predstave o Kristu, svetcima i svećenicima. Ime je oznaka predstava nastalih iz kršćanskog svjetonazora. 

## Vanjske poveznice
Mrežna mjesta
- Festival kršćanskog kazališta  Arhivirana inačica izvorne stranice od 30. studenoga 2021. (Wayback Machine), službeno mrežno mjesto
- Facebook
- Vijenac  Arhivirana inačica izvorne stranice od 13. kolovoza 2020. (Wayback Machine) Sanja Nikčević: Kršćansko kazalište danas. Uz pokretanje Festivala kršćanskoga kazališta. 556 - 24. lipnja 2015.